# كريستيان بولسين (لاعب شطرنج)
كريستيان بولسين (بالدنماركية: Christian Poulsen)‏ هو لاعب شطرنج دنماركي، ولد في 16 أغسطس 1912، وتوفي في 19 أبريل 1981.

## وصلات خارجية
- كريستيان بولسين على موقع مباريات الشطرنج (الإنجليزية)
- كريستيان بولسين على موقع 365Chess.com (الإنجليزية)
- كريستيان بولسين على موقع Chesstempo.com (الإنجليزية)
- كريستيان بولسين سجل أولمبياد الشطرنج على موقع OlimpBase.org (الإنجليزية)